# Taivala
Taivala Peckham & Peckham, 1907 è un genere di ragni appartenente alla famiglia Salticidae.

## Caratteristiche
Finora non sono stati rinvenuti esemplari maschi; le femmine esaminate mostrano varie affinità con quelle del genere Pseudamycus. L'epigino è stato disegnato per la prima volta da Prószynski nel 1984.

## Distribuzione

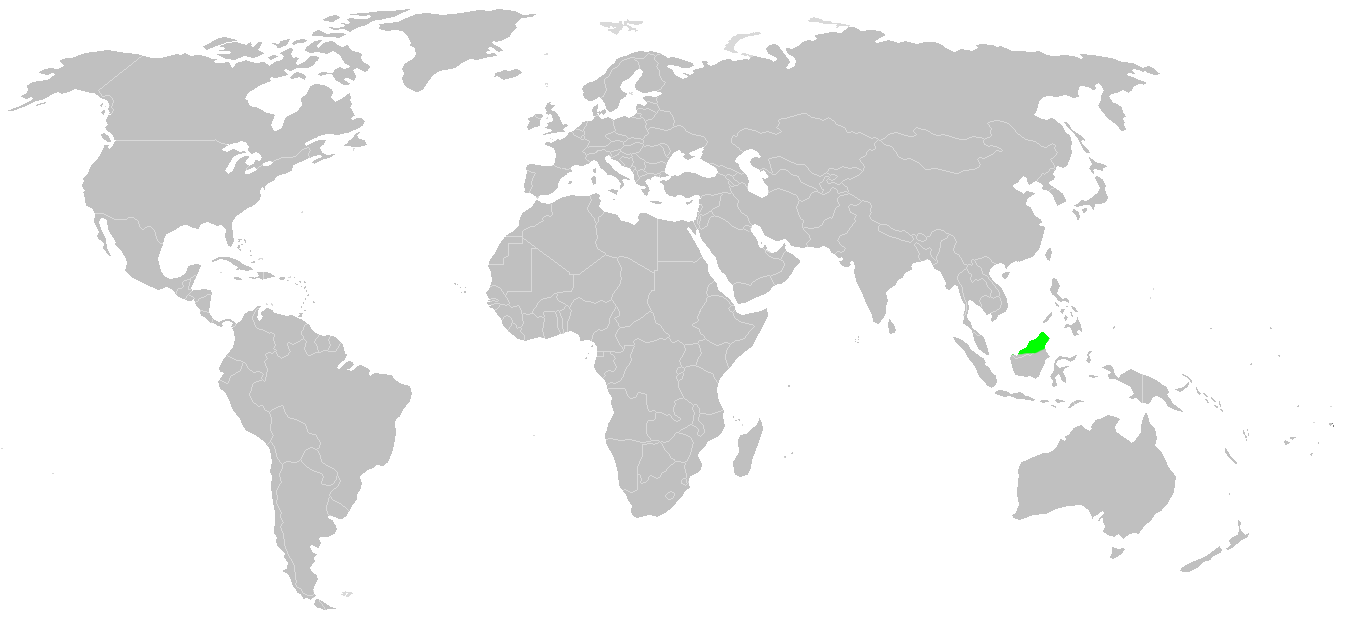
Areale di Taivala invisitata

L'unica specie oggi nota di questo genere è stata rinvenuta nel Borneo (Sarawak).

## Tassonomia
A dicembre 2010, si compone di una specie:
- Taivala invisitata Peckham & Peckham, 1907[3] — Borneo